# Front Democràtic per a l'Alliberament d'Angola
El Front Democràtic per a l'Alliberament d'Angola (FDLA) va ser un moviment polític a la colònia d'Angola. El FDLA va ser establert com a estructura paral·lela al MPLA, suportat pel govern de Congo-Brazzaville. El FDLA més tard es va alinear ell mateix amb el MPLA en la lluita contra la llei colonial Portuguesa. Amb el temps el quadre del FDLA es va ajuntar amb el MPLA, i el FDLA va cessar la seva existència independent.